# 南开学报（哲学社会科学版）
南开学报（哲学社会科学版），是南开大学主办的人文社会科学综合类学术期刊，创刊于1955年，是中国创刊较早的高校文科学报之一，编委会主任为朱光磊。学报编辑部位于南开大学八里台校区伯苓楼。